# Times Square Ball

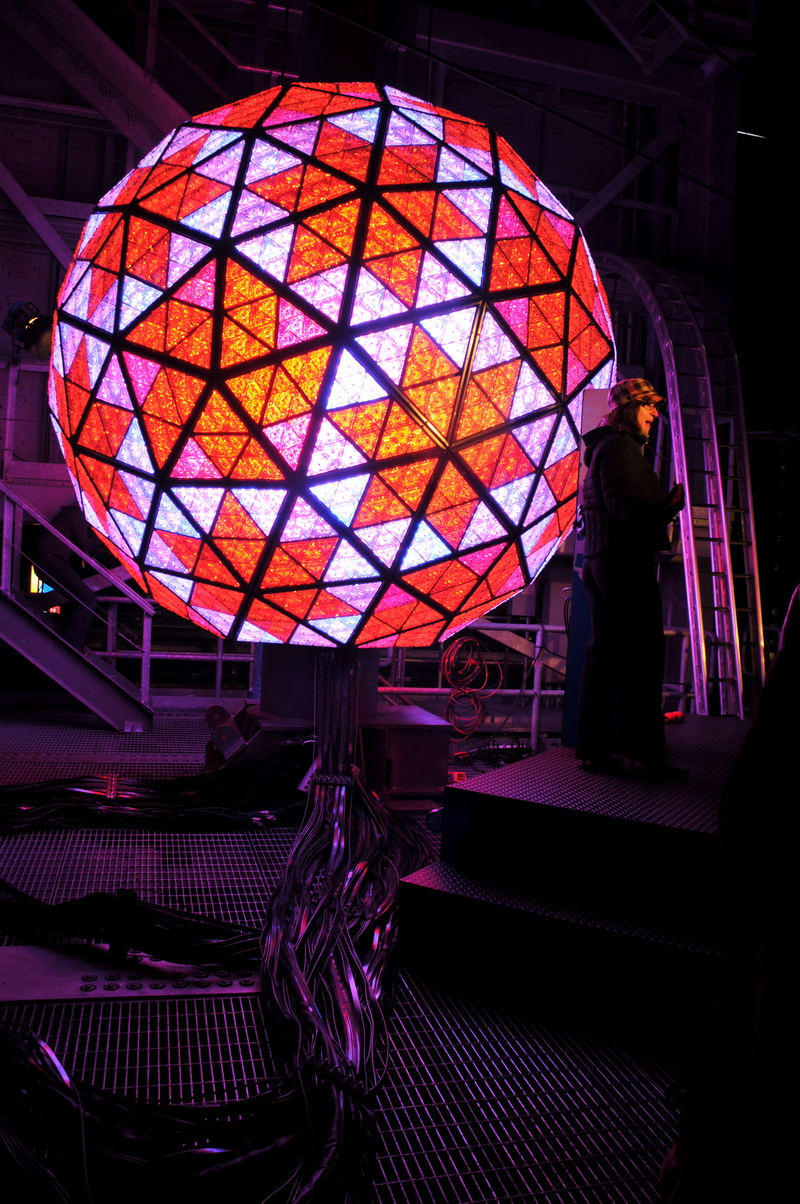
De huidige bal in 2009

De Times Square Ball is een tijdbal op het dak van One Times Square aan Times Square in New York. De bal wordt gebruikt als onderdeel van de jaarlijkse viering van oudejaarsavond op Times Square. Ieder jaar om 23:59 EST laat men de bal 43 meter zakken op een vlaggenmast, waarvan hij de bodem bereikt om middernacht waarmee het signaal wordt gegeven dat het nieuwe jaar is begonnen. De eerste keer dat men een bal liet zakken was op 31 december 1907. Men heeft de bal sindsdien ieder jaar laten zakken, met uitzondering van 1942 en 1943 vanwege de Tweede Wereldoorlog. Het ontwerp van de bal is over de jaren vele keren gewijzigd. Het huidige ontwerp heeft ledverlichting en driehoekvormige kristallen panelen. Vanaf 2009 is de bal het gehele jaar te zien op het gebouw.
Ieder jaar komen meer dan een miljoen mensen naar Times Square om de bal te zien dalen. De daling van de bal wordt tevens vertoond op verschillende grote televisiezenders.